# Максакова, Александра Дмитриевна
Алекса́ндра Дми́триевна Максакова (род. 25 июля 1997, Челябинск или Санкт-Петербург) — палестинская спортсменка-конник, ранее выступавшая за Россию. Участница Олимпийских игр 2020 в составе команды ОКР. Специализируется на выездке. Мастер спорта международного класса России.

## Биография
Родилась в семье Дмитрия и Инны Максаковых. В раннем детстве занималась художественной гимнастикой, плаванием, некоторое время училась в художественной школе. В 9 лет начала брать уроки верховой езды в конюшне при челябинском зоопарке. Её первой лошадью была гнедая кобыла тракененской породы Озинка.
Конным спортом начала заниматься в 10 лет в челябинском конно-спортивном клубе «Гармония». В 14 лет продолжила тренировки в Германии, затем в течение трёх лет тренировалась у Анки ван Грюнсвен в Нидерландах, год в Бельгии у Вима Вервимпа. Вместе с мерином ольденбургской породы Скампало в 2014—2018 годах участвовала в пяти юниорских и юношеских чемпионатах Европы в составе молодёжной сборной России по выездке. В 2020 году приняла участие в чемпионате Европы до 25 лет на лошади Бодженгелс.
В 2021 году вошла в состав сборной России по конному спорту на Олимпийские игры в Токио. В соревнованиях приняла участие в личной (53-е место) и командной выездке вместе с Инессой Меркуловой и Татьяной Костериной (12-е место).
Выступает на лошадях Бодженгелс, Лопез и Скампало. В 2022 году сменила спортивное гражданство на палестинское.
Основательница онлайн-школы верховой езды.

## Личная жизнь
Замужем за конником Егором Щибриком, также сменившим гражданство на палестинское. Проживают в Нидерландах, владеют конюшней Shchibrik Stables.